# Sepia savignyi
Sepia savignyi е вид главоного от семейство Sepiidae.

## Разпространение и местообитание
Видът е разпространен в Бахрейн, Джибути, Египет (Синайски полуостров), Еритрея, Йемен (Северен Йемен, Сокотра и Южен Йемен), Ирак, Иран, Катар, Кувейт, Обединени арабски емирства, Оман, Саудитска Арабия и Судан.
Обитава крайбрежията на морета и заливи. Среща се на дълбочина около 240 m.